# 朝鲜—乌克兰关系
朝鲜与乌克兰关系，或简称朝乌关系是指朝鲜民主主义人民共和国与乌克兰的双边关系。两国曾于1992年9月至2022年7月有正式外交关系。2022年，朝鲜因承认東烏克蘭兩個俄羅斯傀儡政權（顿涅茨克和卢甘斯克人民共和国），导致与乌克兰断交。断交后两国目前也没有在对方首都互设具有大使馆性质的代表机构，並與博茨瓦納同為兩個僅有撤銷對朝鮮外交承認的國家。

## 历史

### 建交
两国的关系始於1990年代。1992年9月1日，朝鲜与乌克兰建立了正式外交關係。儘管如此，乌克兰从未在朝鲜设立大使馆，对朝鲜的相关事务曾由乌克兰驻华大使馆兼辖。北韓方面曾經在烏克蘭設置大使館，但在1998年關閉，改由駐俄羅斯大使館兼轄。
2017年，朝鲜承认克里米亚是俄罗斯的领土。然而，当时正值美国政府正在与北韓政府谈判，美朝关系缓和。乌克兰也没有做出强烈回应。

### 斷交
2022年7月，两国决裂。朝鲜驻俄罗斯大使向外宣布，承认顿涅茨克、卢甘斯克共和国。乌克兰立即宣布与朝鲜斷絕外交關係，包括先前因國際制裁而暫停的政治及經濟關係。乌克兰总统弗拉基米尔·泽连斯基在Telegram发出声明表示他将对朝鲜的举动作出强力回应。朝鮮則在一份聲明中指責烏克蘭對朝採取不合法的敵對政策，又指烏克蘭站在美國一方根本不能談得上維護國家主權且無權譴責朝方行動。此外據指出，戰爭開始後美烏指控發現朝方對俄羅斯傭兵集團有私下軍援，也是關係惡化的原因。
9月底，俄罗斯举行公投，将乌东四州并入俄罗斯联邦，朝鲜对俄罗斯的做法予以支持。
斷交後，烏克蘭外交部的網站顯示駐烏克蘭使團“Korea”一欄上所指的是大韓民國使團，做法與不承認北韓的以色列一樣，暗示烏克蘭有可能已經撤銷對北韓的外交承認，是繼博茨瓦納後第二個作出同樣舉措的國家。朝鲜则在卡霍夫卡水坝溃决事件中谴责乌克兰，并斥责泽连斯基为“傀儡集团”等。另外，2023年9月6日，金正恩被烏克蘭的「調停者」（Миротворець）網站列入烏克蘭的敵人名單。

### 交戰
2024年6月，北韓與俄罗斯簽署新的军事同盟協定。並在同年年尾派兵前往俄羅斯與乌克兰武装部队交火。